# Tarmac Aerosave
 (septembre 2020).
Si vous disposez d'ouvrages ou d'articles de référence ou si vous connaissez des sites web de qualité traitant du thème abordé ici, merci de compléter l'article en donnant les références utiles à sa vérifiabilité et en les liant à la section « Notes et références ».

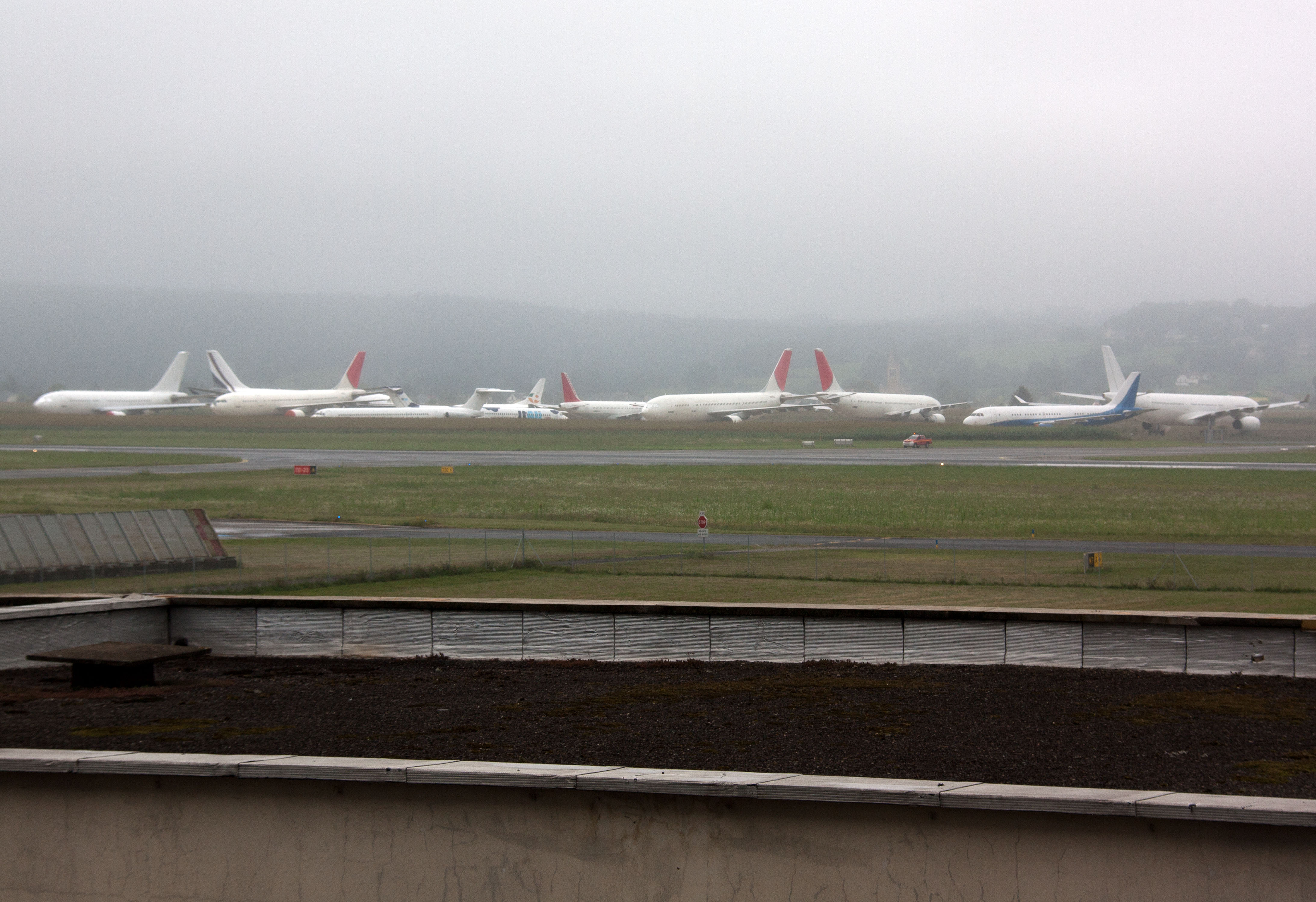
Aéroport de Tarbes-Lourdes-Pyrénées.

TARMAC Aerosave est un groupe industriel français de services aéronautiques. Il gère l'ensemble du cycle de vie de l'avion : stockage, maintenance, transition et recyclage. Son siège social est basé à Azereix près de l'aéroport de Tarbes-Lourdes-Pyrénées. Le groupe exploite deux autres sites : Teruel (Espagne), Toulouse-Francazal.
TARMAC est l’acronyme de « Tarbes Advanced Recycling & Maintenance Aircraft Company », « Aerosave » fait référence au soin porté aux avions.

## Histoire
La création de TARMAC Aerosave est annoncée lors du salon du Bourget 2007. TARMAC Aerosave est alors le prolongement de PAMELA Life, un projet d'étude sur la gestion de la fin de vie des avions. Le premier avion, un Airbus A319 arrive à Tarbes en 2009. 
La division espagnole, TARMAC Aragón, est créée à Teruel en 2011 et les activités y sont lancées en 2013, avec l'arrivée d'un premier avion, un Boeing 747.
En 2017, TARMAC Aerosave remporte l'appel d'offres du groupe aéroportuaire Edeis pour exploiter le site de Toulouse-Francazal. La même année, le site de Tarbes reçoit le 500e avion du Groupe et un premier Airbus A380.
En juin 2020, un site provisoire est ouvert sur l'aéroport de Paris-Vatry. Le 1er juillet 2020, TARMAC Aerosave reçoit le 1 000e avion du groupe, sur le site de Toulouse-Francazal.

## Sites
TARMAC Aerosave est présent sur trois sites en Europe : 
- l'aéroport de Tarbes-Lourdes pour les cinq activités : stockage, maintenance, transition, reconfiguration et recyclage de tous types d'aéronefs et moteurs d'avions ;
- l'aéroport de Teruel en Espagne pour les cinq activités : stockage, maintenance, transition, reconfiguration et recyclage de tous types d'aéronefs ;
- l'aéroport de Toulouse-Francazal pour le stockage, la maintenance, la transition et la reconfiguration des avions monocouloirs et régionaux.

TARMAC Aerosave a été également présent sur des sites temporaires :
- le site de la Base aérienne 279 Châteaudun a ainsi été un site provisoire de juillet 2019 à septembre 2020, dans le cadre du chantier de démantèlement d'avions militaires ;
- le site de l'aéroport de Paris-Vatry de juin 2020 à septembre 2021[6] dans le cadre de stockage et de maintien en conditions opérationnelles pour des avions monocouloirs.

TARMAC Aerosave ouvre avec Airbus, la ville de Chengdu et Satair, un site en Chine sur l'aéroport international de Chengdu-Shuangliu en janvier 2024. Il regroupe les cinq activités : stockage, maintenance, transition, reconfiguration et recyclage de tous types d'aéronefs.

## Activité

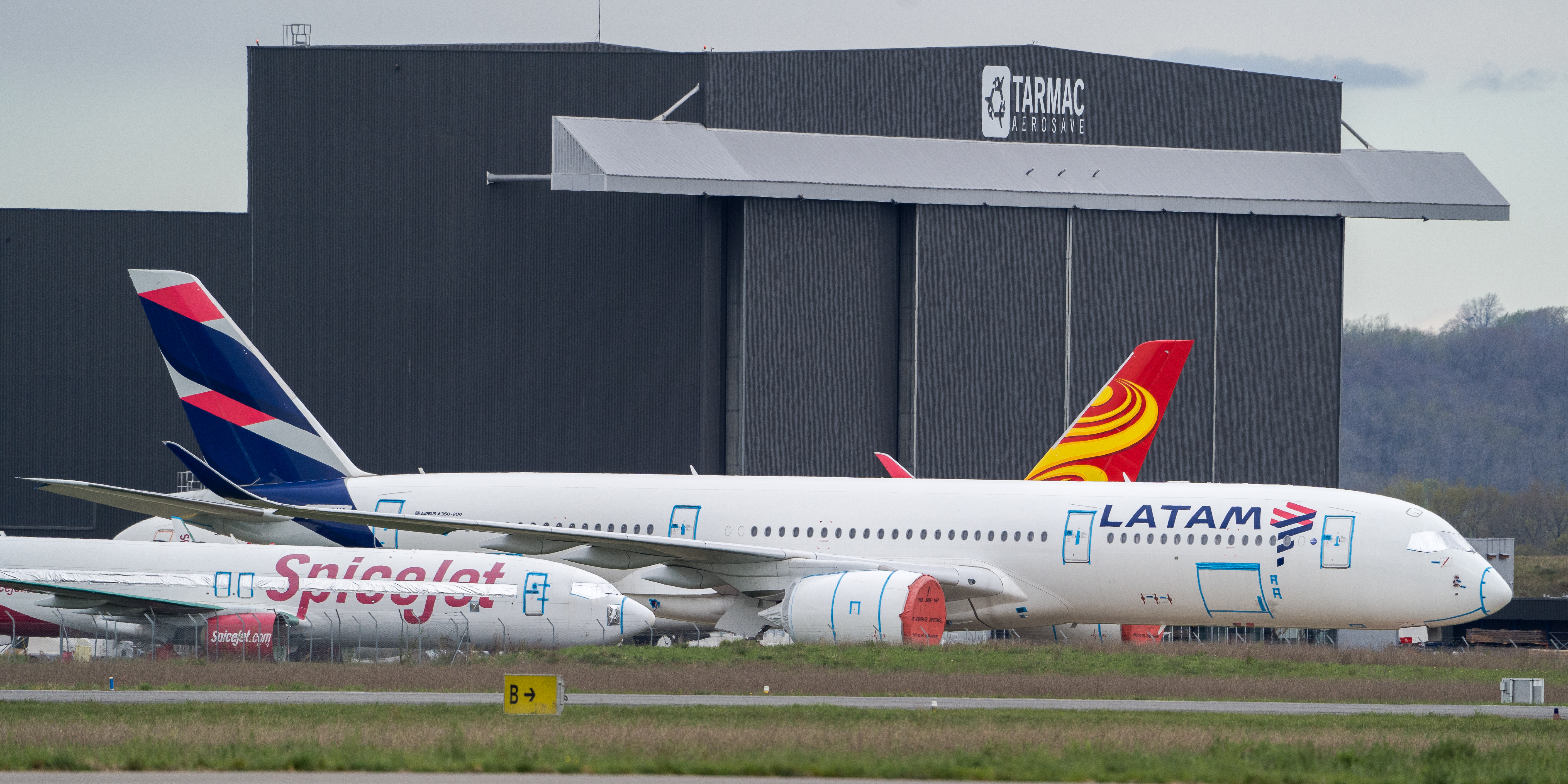
Activité de stockage d'avions sur le site de Tarbes.

Son activité concerne à la fois le stockage d'avions avec maintien en condition opérationnelle, la maintenance légère et lourde, le démantèlement et le recyclage d'avions de ligne arrivés à la fin de leur vie économique.
Tarmac Aerosave occupe actuellement quatre sites : le site historique de 30 ha sur le domaine de l'aéroport de Tarbes-lourdes (Hautes-Pyrénées), 340 ha sur l’aéroport de Teruel (Espagne) depuis 2013. Ce dernier créé en raison de la croissance rapide de l'activité, le site de l'aéroport de Teruel est devenu le premier centre de stockage exclusif d'aéronefs, en Europe.
Fin 2017, pour ses dix ans, Tarmac Aerosave s'installe sur l'aéroport de Francazal près de Toulouse pour y augmenter ses activités de maintenance et de stockage pour les avions moyens courriers et régionaux.
En 2020, durant la pandémie de Covid-19 qui a immobilisé au sol de nombreuses flottes, l'entreprise a décidé de ralentir ses activités de maintenance et de démantèlement pour se concentrer temporairement sur le stockage des avions. Les capacités de stockage ont ainsi été augmentées de 25 %, tandis que des projets d'extension des sites existants ont été lancés.
En juin 2020, la société décide d'ouvrir un quatrième site provisoire sur l'aéroport Châlons-Vatry qui met à sa disposition des parkings de plus de 60 000 m2, permettant l'accueil de trente avions supplémentaires.

## Structure
Tarmac Aerosave est une SAS qui regroupe trois actionnaires : Airbus, Safran Aircraft Engines (Snecma), et Suez.